# Robert Fedek

Wappen von Robert Fedek

Robert Mirosław Fedek (* 7. Juli 1979 in Bielsko-Biała, Polen) ist ein polnisch-US-amerikanischer römisch-katholischer Geistlicher und Weihbischof in Chicago.

## Leben
Robert Fedek besuchte die Grundschule und die weiterführende Schule in Bielsko-Biała. Ab 1998 studierte er Philosophie und Katholische Theologie an der Päpstlichen Theologischen Akademie in Krakau sowie ab 2001 am Bishop Abramowicz Seminary in Chicago und am Mundelein Seminary in Mundelein. Dort erwarb er 2005 einen Master of Divinity. Am 21. Mai 2005 empfing er in der Kathedrale Holy Name in Chicago durch den Erzbischof von Chicago, Francis Kardinal George OMI, das Sakrament der Priesterweihe für das Erzbistum Chicago.
Nach der Priesterweihe war Fedek zunächst als Pfarrvikar der Pfarrei Saint Mary of the Annunciation in Mundelein (2005–2010) und als stellvertretender Verantwortlicher für die Berufungspastoral im Vikariat I (2007–2010) tätig, bevor er 2010 Pfarrer der Pfarrei Our Lady of Victories in Chicago wurde. Zudem koordinierte er von 2015 bis 2018 den Rat für die polnischsprachige Seelsorge im Erzbistum Chicago. Von 2017 bis 2020 war er Pfarrer der Pfarrei Immaculate Conception in Chicago. Ab 2020 wirkte Fedek als persönlicher Sekretär des Erzbischofs von Chicago, Blase Joseph Kardinal Cupich. Darüber hinaus gehörte er dem Priesterrat und dem Konsultorenkollegium des Erzbistums Chicago an.
Am 20. Dezember 2024 ernannte ihn Papst Franziskus zum Titularbischof von Dardanus und zum Weihbischof in Chicago. Der Erzbischof von Chicago, Blase Joseph Kardinal Cupich, spendete ihm und den mit ihm ernannten Weihbischöfen Timothy O’Malley, Lawrence Sullivan, José María García Maldonado und John Siemianowski am 26. Februar 2025 in der Kathedrale Holy Name in Chicago die Bischofsweihe; Mitkonsekratoren waren der Erzbischof von Milwaukee, Jeffrey Grob, und der Erzbischof von Cincinnati, Robert Casey.